# Presidentvalet i Chile 1841
Presidentvalet i Chile 1841 genomfördes med ett system med elektorer, och vann gjorde Manuel Bulnes.
Det fanns ingen organiserad opposition mot konservative Manuel Bulnes, fastän liberalerna utsåg Francisco Antonio Pinto till kandidat utan hans medgivande. Pinto fortsatte som rådgivare till Manuel Bulnes.

## Resultat
| Kandidater              | Röster | %      |
| Manuel Bulnes           | 154    | 93.90% |
| ----------------------- | ------ | ------ |
| Francisco Antonio Pinto | 9      | 5.49%  |
| Bernardo O'Higgins      | 1      | 0.61%  |
| Nedlagda                | 3      |        |
| Totalt                  | 164    | 100%   |

Källa: 